# Block B
Cette page contient des caractères spéciaux ou non latins. S’ils s’affichent mal (▯, ?, etc.), consultez la page d’aide Unicode.
Block B (hangeul : 블락비) est un boys band sud-coréen de K-pop, originaire de Séoul. Formé par Cho PD en 2011, le groupe est composé de sept membres : Taeil, B-Bomb, Jaehyo, U-Kwon, Park Kyung, Zico et P.O. En avril 2015, la sous-unité Bastarz est créée, composée d'U-Kwon, B-Bomb et P.O.

## Histoire

### Débuts et succès avecDo U Wanna B?(2011)
Avant même ses débuts Block B suscitait déjà l'attention. Il se plaça en tête des recherches effectuées sur Nate, YouTube et Allkpop. Stardom Entertainement reçoit de nombreuses propositions de publicités venant de Thaïlande ou du Vietnam.
Les Block B débutent finalement en avril 2011 sous la tutelle de Cho PD avec un mini-album intitulé Do U Wanna B?. Leur style hip-hop, peu présent à l'époque dans la K-pop, a du succès. Quelque temps après la promotion de cet album avec la chanson Freeze/Don't Move, ils participent à une émission, avec les B1A4, intitulée MTV Match Up. Ils y dévoilent à la fin d'un épisode de cette émission Tell Them, la chanson titre de leur nouvel album New Kids on the Block. Après avoir fini la promotion de New Kids on the Block, Block B part quelque temps au Japon. Ils y tournent quatre épisodes spéciaux de MTV Match Up s'appelant Match Up Special in Japan.

### Welcome to the BlocketBlockbuster(2012–2013)
Welcome to the Block, leur deuxième EP, attire la controverse : deux chansons de l'album sont bannies car inadaptée pour les mineurs par le ministère coréen de la famille (MOGEF) et KBS. En février 2012, Block B s'attire les foudres à la suite d'une mauvaise traduction d'une vidéo en Thaïlande un mois plus tôt. Les membres publieront une lettre d'excuses. À la suite de l'incident, le leader des Block B, Zico, a rasé sa tête en signe de remords. Block B revient en octobre 2012 avec leur premier album, Blockbuster. La chanson-titre Nillili Mambo est bien accueillie et se classe 10e du Billboard World Albums Chart.
Le 20 mai 2013, le groupe annonce le suicide de Mr. Lee.

### BlockbusteretH.E.R(2014)
Block B anime sa propre émission de télévision intitulée Five Minutes Before Chaos (개판5분전), qui est diffusée le 10 avril sur Mnet. En début avril, Block B annonce la sortie d'un nouvel album, Jackpot. La vidéo de la chanson-titre, Jackpot, est publiée le 15 avril, et l'album est annoncé le 17 avril. Block B effectue sa première tournée intitulée 2014 Blockbuster, en mai, à guichet fermé au Olympic Park’s Olympic Hall. Elle se tient les 17 et 18 mai à Séoul, et les 23 et 24 mai à Busan. Block B joue à New York, Miami, et Washington D.C. en juin grâce à l'organisateur Jazzy Group.
Le 11 juillet, Seven Seasons annonce la sortie d'un mini-album, intitulé H.E.R, le 24 juillet. Six jours plus tard, Seven Seasons sort Jackpot sur Internet en soutien à l'album H.E.R. Jackpot atteint la 10e place du Gaon Singles Chart la première semaine après sa sortie.
H.E.R est publié le 24 juillet, et s'accompagne d'un clip.

### Débuts au Japon et en Europe (2015)
Block B fait ses débuts japonais officiels le 21 janvier 2015, avec la sortie du single Very Good (Japanese Version). Le single est classé cinquième de l'Oricon et septième du Billboard Japan Hot 100. La sortie CD s'accompagne de deux concerts à Tokyo les 16 et 17 janvier qui n'attire pas moins de 5 000 spectateurs. Le groupe rencontre ses fans[pas clair] pour la première fois le 15 février 2015, attirant près de 8 000 fans au SK Olympic Handball Gymnasium de Séoul.
Block B conduit sa première tournée européenne en février et mars 2015, visitant Paris le 27 février, Helsinki le 1er mars, Varsovie le 6 mars, et Milan le 8 mars.La tournée se joue à guichet fermé,. Le 27 mars, Taeil publie sa chanson solo Shaking (aussi appelée Inspiring). Elle s'accompagne d'un clip tourné avec l'actrice Nam Ji-hyun. L'histoire étant racontée à la première personne, Taeil n'apparait pas physiquement sur la vidéo. Les 5 et 6 avril, Block B annonce à travers un teaser photo que P.O, U-Kwon, et B-Bomb formeront la première sous-unité du groupe, Bastarz,.
Le site web officiel japonais de Block B annonce le 1er mai la sortie de leur second single, H.E.R, le 27 mai. Block B commence à tourner au Japon le 14 mai ; le groupe devait à l'origine jouer quatre concerts, un nombre qui augmentera à sept à Tokyo, Osaka, Fukuoka et Nagoya devant quelque 20 000 fans. Le single H.E.R débuted septième de l'Oricon. Le 2 août, Block B joue au KCON à Los Angeles. Le Los Angeles Times accueille positivement la performance du groupe. Park Kyung publie une chanson solo le 21 septembre intitulée Ordinary Love avec Park Bo-ram. Elle est produite par Park Kyung en collaboration avec Kero One. Ordinary Love débute troisième du Gaon Digital Chart. Le 23 septembre, Block B annonce une tournée américaine organisée par SubKulture Entertainment. Ils jouent à San Francisco le 11 novembre, dans la région de Chicago le 13 novembre, et à Los Angeles le 15 novembre.

### Retour formel et concerts (2016)

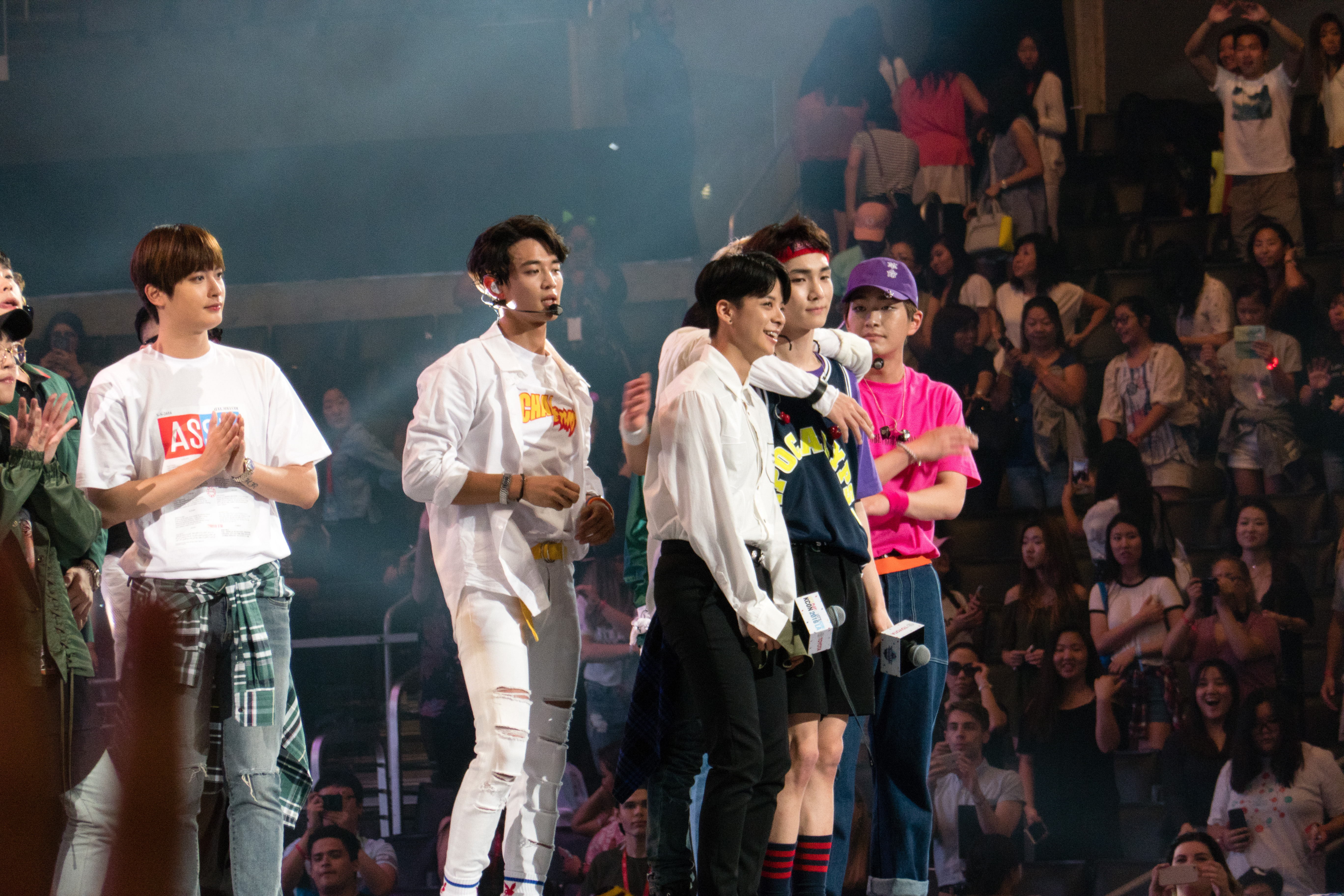
Block B au KCON de Los Angeles en 2016.

Le 26 mars,peu après la sortie de leur nouveau premier single, le groupe apparait dans l'émission Saturday Night Live Korea. L'implication d'un baiser pendant l'émission sera sanctionnée par la Korea Communications Standards Commission, qui jugera que leur performance faisait l'apologie de l'homosexualité.
Block B publie le single A Few Years Later deux jours après le Saturday Night Live Korea, et débute troisième du Gaon Digital Chart. Blooming Period début premier du même classement avec les singles Toy, Walkin' in the Rain, It Was Love (Taeil version), et Bingle Bingle qui atteignent les 2e, 16e, 17e, et 52e place, respectivement.
Block B publie deux singles au Japon en 2016, Jackpot et Toy. À la fin septembre, le groupe annonce la sortie de My Zone, leur premier album japonais, le 26 octobre. L'album inclut la chanson originale My Zone, dont la vidéo est publiée le 15 octobre. Le 15 décembre 2016, leur organisateur My Music Taste annoncent une tournée européenne pour Block B en février et mars 2017. La tournée se posera à Amsterdam, Helsinki, Lisbonne, Budapest, et Londres.

### Yesterday(2017–2018)
Le 6 février 2017, Block B publie le premier single de leur futur album, Yesterday. La chanson, composée par Park Kyung, atteint six fois d'affilée la première place des classements. Du 24 février 2017 au 5 mars 2017, Block B effectue sa deuxième tournée européenne baptisée Block B 2017 LIVE BLOCKBUSTER IN EUROPE! La tournée se pose à Amsterdam, Helsinki, Lisbon, Budapeste, et Londres. Cependant, P.O sera incapable de jouer les deux derniers concerts, à Budapest et Londres, à cause de problèmes de santé.
En 2018, Zico rompt son contrat avec le label pour fonder sa propre agence, mais il reste tout de même un membre du groupe.

### Service militaire (2019–2023)
Le 10 juin 2019, Taeil commence son service militaire obligatoire. Après avoir accompli sa période de service, Taeil rentre chez lui en congé le 4 décembre 2020, avec sa libération officielle le mois suivant. Le 10 octobre 2019, B-Bomb commence son service militaire. Les 7 et 8 décembre, Park Kyung tient son premier concert solo avec Block B comme invités du deuxième jour, tous les membres sauf B-Bomb et Taeil (qui a rejoint le concert par un appel téléphonique) étaient présents en tant que Block B. Le 18 mai 2020, U-Kwon commence son service militaire obligatoire, et le 21 juillet 2020, il est annoncé que Zico commencerait son service militaire le 30 juillet en tant que travailleur de la fonction publique.
Le 4 janvier 2021, Taeil est officiellement libéré de l'armée[66], B-Bomb est officiellement libéré du service militaire le 27 avril 2021, tandis que U-Kwon est libéré le 21 novembre 2021. En septembre 2021, le label de P.O, Seven Seasons, annonce qu'il ne renouvellerait pas son contrat avec eux, et le 29 octobre 2021, P. O signe avec l'agence Artist Company. P.O s'engage dans le corps des Marines de la République de Corée le 28 mars 2022,. Le 29 avril 2022, Zico est libéré du service public. Le 27 septembre 2023, P.O est libéré de l'armée.

### Retour (depuis 2024)
Selon un rapport de News 1 du 22 août 2024, le groupe entier apparaîtra dans l'émission de KBS 2TV The Seasons - Zico's Artist lors de l'enregistrement de l'épisode final au début du mois de septembre.

## Membres
| Nom de scène | Nom de scène | Nom de naissance | Nom de naissance | Date de naissance | Nationalité  | Position                                            |
| Romanisé     | Coréen       | Romanisé         | Coréen           | Date de naissance | Nationalité  | Position                                            |
| ------------ | ------------ | ---------------- | ---------------- | ----------------- | ------------ | --------------------------------------------------- |
| Tae Il       | 태일         | Lee Tae Il       | 이태일           | 24 septembre 1990 | Sud-coréenne | Chanteur principal, danseur, hyung (le plus vieux)  |
| B-Bomb       | 비범         | Lee Min Hyuk     | 이민혁           | 14 décembre 1990  | Sud-coréenne | Danseur principal, chanteur secondaire              |
| Jae Hyo      | 재효         | Ahn Jae Hyo      | 안재효           | 23 décembre 1990  | Sud-coréenne | Chanteur secondaire, danseur, visuel                |
| U-Kwon       | 유권         | Kim Yu Kwon      | 김유권           | 9 avril 1992      | Sud-coréenne | Danseur principal, chanteur secondaire              |
| Park Kyung   | 박경         | x                | x                | 8 juillet 1992    | Sud-coréenne | Rappeur principal, danseur, compositeur             |
| Zico         | 지코         | Woo Ji-ho        | 우지호           | 14 septembre 1992 | Sud-coréenne | Leader, rappeur principal, danseur, compositeur     |
| P.O          | 피오         | Pyo Ji Hun       | 표지훈           | 2 février 1993    | Sud-coréenne | Rappeur secondaire, danseur, maknae (le plus jeune) |

## Discographie
| Titre | Détails | Meilleure position | Meilleure position | Ventes        |          |
| Titre | Détails | JPN Oricon         | JPN Billboard      | Ventes        |          |
| Japonais                                                                                                 | Japonais | Japonais           | Japonais           | Japonais      | Japonais |
| --- | --- | ------------------ | ------------------ | ------------- | -------- |
| Hinko Zero                                                                                               | - Date de sortie : 7 octobre 2015 - Labels : Seven Seasons, King Records - Formats : CD, téléchargement numérique | 20                 | 84                 | - JPN : 4 126 |          |
| « — » signifie qu'aucun classement n'a été atteint ou qu'aucune sortie ne s'est faite dans cette région. | |                    |                    |               |          |

## Tournées
- 2014 : Block B Concert - Blockbuster Remastering
- 2014 : Blockbuster Remastering
- 2015 : Block B Tour In Europe - Block Party[62]
- 2015 : Block B Japan Live Tour[63]
- 2015 : Block B US Tour
- 2016 : Block B Japan Live Tour Showdown'h
- 2016 : Block B Live Blockbuster[64]
- 2017 : Block B LIve 2017 - Blockbuster in Europe

## Filmographie
- SBS MTV MTV Match Up (avec B1A4) (2011)
- SBS MTV MTV Match Up Special: Block B in Japan (2011)
- SBS MTV MTV Match Up: Block B Returns (2012)
- Mnet Signal B (2013)
- MBC Every 1 Weekly Idol - épisode 71 (2013)
- Arirang TV After School Club (2013)
- Mnet 5 Minutes Before Chaos (2014)
- MBC Every 1 Weekly Idol - épisode 118 (2014)
- Arirang TV After School Club (2015) – BASTARZ
- TVN - Hot Brain: Problematic Men (2015) – Park Kyung
- MBC Every 1 Weekly Idol - épisode 244 (2016)

## Récompenses et nominations
| Année | Titre                                               | Catégorie                                         | Résultat   |
| ----- | --------------------------------------------------- | ------------------------------------------------- | ---------- |
| 2012  | 20e édition des Korean Culture Entertainment Awards | New Artist Award                                  | Lauréat    |
| 2012  | 27e édition des Golden Disc Awards                  | New Rising Star Award                             | Nomination |
| 2012  | 27e édition des Golden Disc Awards                  | Popularity Award                                  | Nomination |
| 2012  | SBS MTV Best of The Best Awards                     | Meilleure vidéo masculine (Nillili Mambo)         | Lauréat    |
| 2012  | 22nd Seoul Music Awards                             | Bonsang Award                                     | Nomination |
| 2013  | SBS MTV Best of The Best Awards                     | Meilleur groupe masculin                          | Lauréat    |
| 2013  | K-Star Best KPop Awards                             | Meilleur fandom                                   | Lauréat    |
| 2013  | Nate Year End Awards                                | Meilleur groupe masculin                          | Nomination |
| 2013  | 28th Golden Disk Awards                             | Disk Album Award (Very Good)                      | Nomination |
| 2013  | 28th Golden Disk Awards                             | Popularity Award                                  | Nomination |
| 2013  | 23rd Seoul Music Awards                             | Bonsang Award                                     | Nomination |
| 2013  | 23rd Seoul Music Awards                             | Popularity Award                                  | Nomination |
| 2014  | Gaon Weibo Chart                                    | Gaon Weibo Social Star Award                      | Lauréat    |
| 2014  | MelOn Music Awards                                  | Meilleur groupe de dance (H.E.R)                  | Lauréat    |
| 2014  | Mnet Asian Music Awards                             | Meilleur groupe masculin                          | Nomination |
| 2014  | Mnet Asian Music Awards                             | Best Music Video (Jackpot)                        | Nomination |
| 2014  | Mnet Asian Music Awards                             | Groupe de l'année                                 | Nomination |
| 2014  | Nate Awards                                         | People's Choice Singer                            | Nomination |
| 2014  | 24th Seoul Music Awards                             | Bonsang Award                                     | Nomination |
| 2014  | 24th Seoul Music Awards                             | Popularity Award                                  | Nomination |
| 2014  | 24th Seoul Music Awards                             | Hallyu Special Award                              | Nomination |
| 2014  | 29th Golden Disk Awards                             | Digital Album Award                               | Nomination |
| 2014  | 29th Golden Disk Awards                             | Album Award                                       | Nomination |
| 2014  | 4th Gaon Chart Awards                               | Hot Trend Awards                                  | Lauréat    |
| 2015  | MelOn Music Awards                                  | Dance (Bastarz-Conduct Zero)                      | Nomination |
| 2015  | Mnet Asian Music Awards                             | Best Collaboration & Unit (Bastarz-Conduct Zero)  | Nomination |
| 2015  | Mnet Asian Music Awards                             | Union Pay Song of the Year (Bastarz-Conduct Zero) | Nomination |
| 2015  | 25e édition des Seoul Music Awards                  | Bonsang Award (Bastarz-Conduct Zero)              | Nomination |
| 2015  | 25e édition des Seoul Music Awards                  | Popularity Award (Bastarz-Conduct Zero)           | Nomination |
| 2016  | Japan Gold Disc Awards                              | Best New Asian Artist                             | Lauréat    |

### Show Champion
| Année | Date     | Chanson |
| ----- | -------- | ------- |
| 2014  | 20 août  | H.E.R   |
| 2016  | 20 avril | Toy     |

### M! Countdown
| Année | Date     | Chanson |
| ----- | -------- | ------- |
| 2014  | 14 août  | H.E.R   |
| 2016  | 21 avril | Toy     |

### Show! Music Core
| Année | Date    | Chanson |
| ----- | ------- | ------- |
| 2014  | 23 août | H.E.R   |

### Inkigayo
| Année | Date       | Chanson           |
| ----- | ---------- | ----------------- |
| 2013  | 13 octobre | Very Good         |
| 2016  | 10 avril   | A Few Years Later |
| 2016  | 24 avril   | Toy               |